# Copperbelt-Sud
Circonscription électorale territoriale du Canada
Copperbelt-Sud est une circonscription territoriale à l'Assemblée législative du Yukon, territoire du Canada.
La circonscription a été contestée pour la première fois lors de l'élection territoriale du mardi 11 octobre 2011.

## Liste des députés
|  | 2011 - 2016     | Lois Moorcroft | Néo-démocrate  |
|  | 2016 - 2021     | Scott Kent     | Parti du Yukon |
|  | 2021 - en cours | Scott Kent     | Parti du Yukon |

## Résultats électoraux
| Élections générales yukonnaises de 2016 | Élections générales yukonnaises de 2016 | Élections générales yukonnaises de 2016 | Élections générales yukonnaises de 2016 |
| Candidat                                | Candidat                                | Parti                                   | # de voix                               |
| --------------------------------------- | --------------------------------------- | --------------------------------------- | --------------------------------------- |
|                                         | Scott Kent                              | Parti du Yukon                          | 449                                     |
|                                         | Jocelyn Curteanu                        | Libéral                                 | 425                                     |
|                                         | Lois Moorcroft                          | NPD                                     | 331                                     |
|                                         | Philippe LeBlond                        | Vert                                    | 12                                      |
| Total                                   | Total                                   | Total                                   | 1 217                                   |

| Élections générales yukonnaises de 2011 | Élections générales yukonnaises de 2011 | Élections générales yukonnaises de 2011 | Élections générales yukonnaises de 2011 |
| Candidat                                | Candidat                                | Parti                                   | # de voix                               |
| --------------------------------------- | --------------------------------------- | --------------------------------------- | --------------------------------------- |
|                                         | Lois Moorcroft                          | NPD                                     | 397                                     |
|                                         | Valerie Boxall                          | Parti du Yukon                          | 394                                     |
|                                         | Colleen Wirth                           | Libéral                                 | 154                                     |
| Total                                   | Total                                   | Total                                   | 945                                     |